# Paul Eitel
Paul Eitel (* 1957 in Herisau) ist ein Schweizer Jurist, Anwalt und Hochschullehrer an der Universität Luzern.

## Leben
Nach der Matura Typ B 1978 in Zofingen studierte Eitel an der Universität Bern Rechtswissenschaften. Dort schloss er 1984 mit Lizentiat ab, arbeitete später als wissenschaftlicher Assistent und promovierte 1991. Seine Habilitation erlangte er 1997. Ab 2003 war er nebenamtlicher ausserordentlicher Professor, ab 2006 hauptamtlicher ordentlicher Professor an der Universität Luzern. Er war Lehrbeauftragter an den Universitäten Bern (1999–2002) und Freiburg (seit 2002). Ausserdem ist er seit 2012 Titularprofessor an der Universität Freiburg.
1986 erhielt er das Anwaltspatent des Kantons Luzern. Seit 1991 ist er nebenberuflich auch als Anwalt tätig.
Für seine Verdienste um die Durchdringung und Weiterentwicklung des Erbrechts verlieh die Juristische Fakultät der Universität Basel Paul Eitel am 29. November 2024 das Ehrendoktorat.

## Publikationen (Auswahl)
- Die Anwartschaft des Nacherben Stämpfli, Bern 1991, ISBN 978-3-7272-0176-9 (Dissertation).
- Die Berücksichtigung lebzeitiger Zuwendungen im Erbrecht, Objekte und Subjekte von Ausgleichung und Herabsetzung Stämpfli, Bern 1998 (Habilitation).